# Resolució 2451 del Consell de Seguretat de les Nacions Unides
La Resolució 2451 del Consell de Seguretat de les Nacions Unides, fou adoptada per unanimitat el 21 de desembre de 2018. Després d'analitzar la situació al Iemen, el Consell aprova els anomenats "Acords d'Estocolm" del 18 de desembre entre el govern del Iemen i el Houthis pel que fa a un alto el foc i la seva distribució als ports d'al-Hudayda i Taizz, i autoritza la implementació immediata d'un Equip Avançat per controlar la retirada de forces i el compliment de l'alto el foc, durant un període inicial de 30 dies. Alhora demana a les parts que aturin els combats a les zones crítiques per al lliurament d'ajuda humanitària.
El Consell convida al Govern i al Houthis que eliminin els impediments burocràtics als fluxos d'ajuda i subministraments comercials de combustible, i que assegurin el funcionament eficaç de tots els ports i línies de subministrament del Iemen i la reobertura segura de l'aeroport de Sana'a als vols comercials.